# Geschichte des Buddhismus in Indien (Taranatha)
| Tibetische Bezeichnung                      |
| ------------------------------------------- |
| Wylie-Transliteration: rgya gar chos 'byung |
| Chinesische Bezeichnung                     |
| Vereinfacht: 印度佛教史                     |
| Pinyin:Yindu Fojiao shi                     |

Die Geschichte des Buddhismus in Indien bzw. tibetisch Gyagar Chöchung  (Wyl.: rGya-gar chos-'byung; „Geschichte des Buddhismus in Indien“) ist eines der bekanntesten und wichtigsten tibetischen Werke der Geschichtsschreibung. Sein Verfasser Jetsun Taranatha (ta-ra-na-tha; 1575–1634) war ein bedeutender Meister der Jonang-Tradition des tibetischen Buddhismus.
Zusammen mit Werken wie den Blauen Annalen (deb ther sngon po) von Gö Lotsawa und der Geschichte des Buddhismus (bu ston chos 'byung) von Butön ist es das wichtigste tibetische Referenzwerk für die Geschichte des Buddhismus, insbesondere der Hinayana- und Sutra-Mahayana-Lehren (d. h. des Buddhismus der Schule des Mittleren Weges), in seinem Ursprungsland von der Zeit des Buddha bis zu seinem Verschwinden im 13. Jahrhundert.

## Einführung
Taranathas Buch aus dem Jahr 1608 ist eine der wichtigsten Quellen über die Geschichte der Verbreitung und Entwicklung des Buddhismus in Indien. Das Buch ist in 44 Kapitel unterteilt. Der Autor gibt die Ereignisse in chronologischer Reihenfolge wieder, anhand der Biographien berühmter buddhistischer Meister. Der tibetische Kurztitel dieses Werkes lautet jedoch dGos 'dod kun 'byung (etwa: ‚Wunschjuwel‘). Laut Taranatha verleiht dieses Werk also einen Segen, der zur Erfüllung aller Wünsche führt.
In der umfassenden Standard-Bibliographie des Tibetologen Dan Martin wird das Geschichtswerk als in vielerlei Hinsicht die wichtigste Geschichte des indischen Buddhismus, die jemals in irgendeiner Sprache geschrieben wurde eingestuft.

## Inhaltsübersicht (der Ausgabe Anton Schiefner, 1869)
Die folgende Inhaltsübersicht folgt der Ausgabe von Anton Schiefner (St. Petersburg 1869)  in der neueren englischen Übersetzung.
Der klassische historische Text wurde von Anton Schiefner von einem Original aus Tibet ins Deutsche übersetzt und erschien in St. Petersburg im Jahr 1869 (Kaiserliche Akademie der Wissenschaften), in einer Ausgabe in der in den Erläuterungen teilweise mit tibetischen Lettern gedruckt wurde. Die Kapitelübschriften lauten (nach seinem Inhaltsverzeichnis):
1. Die Zeit des Königs Adschâtaçatru 6
2. Die Begebenheiten zur Zeit des Königs Subâhu 10
3. Die Begebenheiten zur Zeit des Königs Sudhanu 12
4. Die Begebenheiten zur Zeit des ehrwürdigen Upagupta 14
5. Die Begebenheiten zur Zeit des ehrwürdigen Dhîtika 22
6. Die Lebensbeschreibung des Königs Açoka 26
7. Die mit König Açoka gleichzeitigen Begebenheiten 40
8. Die Begebenheiten zur Zeit des Königs Vigatâçoka 48
9. Die Begebenheiten zur Zeit des zweiten Kâçjapa 50
10. Die Begebenheiten zur Zeit des ehrwürdigen Mahâloma u.s.w. 52
11. Die Begebenheiten zur Zeit des Königs Mahâpadma 54
12. Die Begebenheiten zur Zeit der dritten Sammlung 58
13. Die Begebenheiten des Anfangs der starken Mahâjâna-Verbreitung 61
14. Die Begebenheiten zur Zeit des Brahmanen Râhula 666
15. Die Begebenheiten zur Zeit als der ehrwürdige Nâgârdschuna die Lehre hütete 69
16. Das Entstehen des ersten Feindes der Lehre und ihre Wiederherstellung 80
17. Die Begebenheiten zur Zeit des Âtschârja Ârjadeva und der übrigen Atschârja‘s 83
18. Die Begebenheiten zur Zeit des Atschârja Mâtṛitscheța und der übrigen 88
19. Das Aufkommen von Feinden der trefflichen Lehre und deren Wiederherstellung 93
20. Das dritte Aufkommen der Feinde der trefflichen Lehre und die Wiederherstellung derselben 95
21. Das Ende der Thaten des Königs Buddhapakscha und Begebenheiten zur Zeit des Königs Karmatschandra 98
22. Die Begebenheiten zur Zeit des Arjâsanga und seines Bruders 103
23. Die Begebenheiten zur Zeit des Atschârja Dignaga und der übrigen 126
24. Die Begebenheiten zur Zeit des Königs Çila 145
25. Die Begebenheiten zur Zeit des Königs Tschala PantschamaSimha und der übrigen 158
26. Die Begebenheiten zur Zeit des Crî Dharmakîrti 171
27. Die Begebenheiten zur Zeit des Königs Govitschandra und der übrigen 195
28. Die Begebenheiten zur Zeit des Königs Gopâla 202
29. Die Begebenheiten zur Zeit des Königs Devapâla und seines Sohnes 208
30. Die Begebenheiten zur Zeit des Königs Crîmant Dharmapâla 216
31. Die Begebenheiten zur Zeit des Mahârâdscha Mahîpâla 225
32. Die Begebenheiten zur Zeit des Königs Mahâpâla und Çâmupâla 229
33. Die Begebenheiten zur Zeit des Königs Tschaṇaka 234
34. Die Begebenheiten zur Zeit des Königs Bhejapâla und Nejapâla 243
35. Die Begebenheiten zur Zeit Amrapâlas Hastipâlas und Kschânti pâlas 248
36. Die Begebenheiten zur Zeit des Königs Râmapâla 250
37. Die Begebenheiten zur Zeit der vier Sena-Könige und der übrigen 252
38. Die Reihenfolge der Lehrer von Vikramaçîla 257
39. Die Verbreitung der Lehre im östlichen Koki-Lande 262
40. Die Art und Weise der Verbreitung der Lehre auf den kleinen Inseln und die Wiederverbreitung der Lehre im Süden u.s.w. 263
41. Die Erzählung der Reihenfolge der Verbreitung der Lehre im Süden nach der Blumenguirlande 265
42. Kurze Betrachtung des Sinnes der vier Schulen 270
43. Kurze Erörterung der Quellen der Entstehung des Mantra-Jâna 275
44. Die Art des Entstehens der Anfertigung von Bildnissen 278

## Ausgaben und Übersetzungen
Historisch gesehen gibt es von diesem Buch die Jokhang-Kloster-Ausgabe, die Derge-Ausgabe und die Lhasa-Ausgabe (siehe auch die Übersicht Druckorte). Es gibt verschiedene Übersetzungen des Werkes, darunter die russische von W. P. Wassiliew (1818–1900) sowie die deutsche Version von Anton Schiefner, die beide 1869 in St. Petersburg veröffentlicht wurden, und die japanische Übersetzung von Teramoto Enga (1872–1940), die 1928 in Tokio erschien. 1970 wurde das Werk von Lama Chimpa zusammen mit Alaka Chattopadhyaya ins Englische übersetzt und von Debiprasad Chattopadhyaya von der Universität Kalkutta unter Bezugnahme auf den russischen und deutschen Text herausgegeben und in Indien veröffentlicht, wobei dem Buch zusätzliche Anmerkungen und ergänzende Hinweise hinzugefügt wurden; 1946 wurde in China eine gekürzte Übersetzung von Wang Yinuan 王沂暖 veröffentlicht, und in den letzten Jahren wurde die vollständige chinesische Übersetzung von Zhang Jianmu 张建木 veröffentlicht.